# Fossiele brandstof

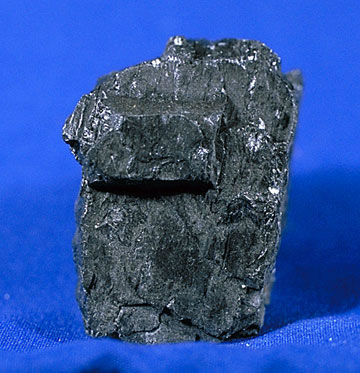
Steenkool, een fossiele brandstof.

Fossiele brandstoffen zijn koolstofhoudende verbindingen, die onder hoge druk en temperatuur gedurende miljoenen jaren  in de aardkorst zijn gevormd, uit resten van plantaardig en dierlijk leven, vooral in het carboon, maar ook in andere geologische tijdperken. Onder de fossiele brandstoffen vallen de koolwaterstoffen aardolie en aardgas, en verder steenkool en bruinkool. Ook turf, gewonnen uit hoogveen en laagveen, is een product in deze reeks, maar turf heeft nog niet blootgestaan aan de extremen van druk en temperatuur diep in de aardkorst, die tot de vorming van kolen, olie en gas hebben geleid. Naast koolstof bevatten de meeste fossiele brandstoffen ook zwavel.

## Ontstaan
Bruinkool en steenkool ontstonden op land uit, onder zuurstofarme omstandigheden, onvolledig verteerde plantenresten, waardoor aanvankelijk veen werd gevormd. Door langdurige geologische processen als sediment-afzetting (kleilaag of zandlaag) bovenop het veen, ontstonden, door de resulterende toenemende druk en door de hogere temperatuur dieper in de bodem, via diagenese, uiteindelijk bruinkool en steenkool.
Aardolie en aardgas ontstonden in zee, door de onvolledige (zuurstofarme) afbraak van overblijfselen van organismen, waaronder fytoplankton en zoöplankton, die naar de bodem van de zee (of meer) zijn gezonken. Dit afbrekingsproces werd in gang gezet door anaerobe bacteriën, onder anoxische (zuurstofarme) omstandigheden, miljoenen jaren geleden. Ook hier leidde de beweging van de aardkorst tot begraving van marien organisch materiaal, en de langdurige blootstelling aan hoge druk en temperatuur, tot de vorming van olie en gas.

## Voordelen
Het winnen van fossiele brandstoffen is veelal relatief eenvoudig, en het gebruik vereist geen hoogstaande techniek. Traditioneel heeft men daarom veel gebruikgemaakt van deze energiebronnen. Zo waren deze brandstoffen een belangrijke voorwaarde voor het ontstaan van de industriële revolutie. Veel ontwikkelingslanden zien het gebruik van fossiele energie als een middel om uit de armoede te komen.

## Geopolitiek effect
Door de grote afhankelijkheid van de wereldeconomie van fossiele brandstoffen, en het gegeven dat er slechts een beperkt aantal locaties is waar commercieel winbare fossiele brandstofreserves aanwezig zijn, vormen deze reserves een belangrijk onderwerp in de (internationale) machtspolitiek.
Zo kan het aanleggen van pijpleidingen voor het transport van olie, vanuit de wingebieden rond de Kaspische Zee, grote politieke invloed opleveren voor de staten over wier grondgebied de pijpleiding loopt. Door critici van het Amerikaanse buitenlandbeleid wordt gesteld dat de Amerikaanse interventies in het Midden-Oosten slechts dienen om de olietoevoer uit deze regio voor de Amerikaanse economie veilig te stellen.
Als de brandstoffen van ver moeten komen, vindt er kapitaalexport, en verzwakking van de lokale economie plaats.

## Milieu
Gebruik van fossiele brandstoffen draagt bij aan de algehele milieuproblematiek. Hierbij spelen de volgende processen een rol.

### Verbranding

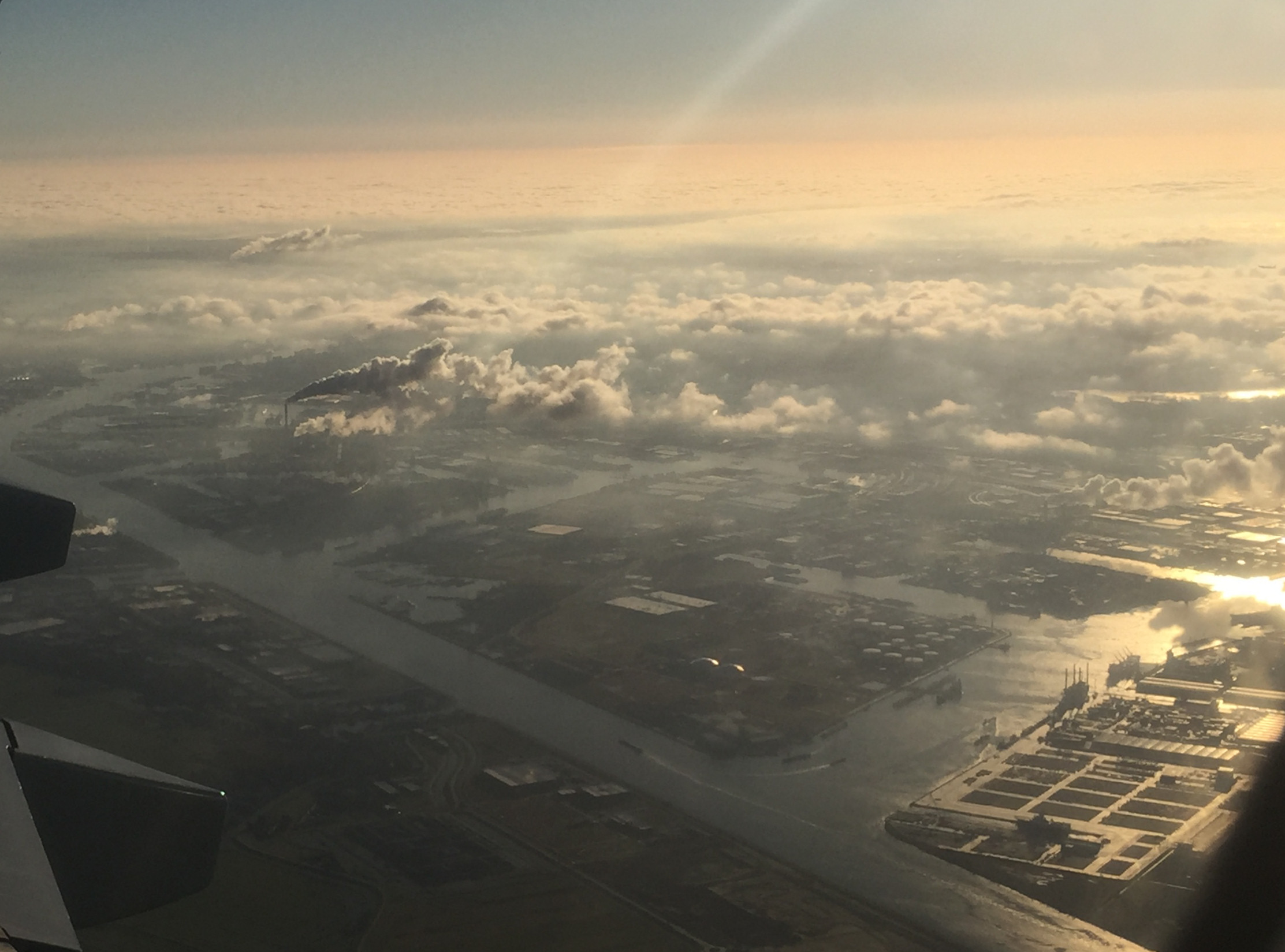
Rookpluimen van de hemwegcentrale en de afvalverwerking West in Amsterdam.

Bij de grootschalige verbranding van fossiele brandstoffen komt veel koolstofdioxide vrij. In grote hoeveelheden draagt dit gas bij aan het  versterkte broeikaseffect. Het versterkte broeikaseffect draagt voor een belangrijk deel bij aan de opwarming van de Aarde. Ook het vrijkomen en vervolgens neerslaan van zwart roet draagt bij aan de opwarming, omdat de omgeving van de verbrandingslocatie donkerder wordt en daardoor meer zonlicht absorbeert.
Ook komen er, afhankelijk van het type brandstof en het toegepaste verbrandingsproces, bij de aanwending van fossiele brandstoffen andere verbrandingsproducten in de lucht, zoals fijnstof, zwavel- en stikstofverbindingen. Dit kan tot luchtvervuiling en zure regen leiden. Al tijdens de industriële revolutie werd duidelijk dat grootschalige verbranding het milieu sterk kan beïnvloeden. Een voorbeeld is de beruchte smog in Londen in die tijd.

### Winning
Bij de winning van fossiele brandstoffen wordt, in meer of mindere mate, schade aan het milieu veroorzaakt. Soms wordt het risico van ongelukken en milieuschade verschillend ingeschat door de industrie enerzijds en milieubewegingen anderzijds. Enkele voorbeelden:
- Bij de bruinkool-winning worden grote gebieden afgegraven, inclusief dorpen en infrastructuur in de betreffende gebieden, bijvoorbeeld in het oosten van Duitsland.
- Bij het boren naar olie en gas kunnen moeilijk te controleren lekkages optreden
- Mijnbouw voor kolenwinning is ook in de moderne, technologische tijd gevaarlijk voor de arbeiders.

## Directe en indirecte subsidie
Er worden om verschillende redenen directe en indirecte subsidies gegeven voor fossiele brandstoffen. Veel ontwikkelingslanden houden met subsidie de binnenlandse prijs van fossiele brandstoffen laag, om hun economie te stimuleren, of om armoede bij hun burgers te verkleinen. De Wereldbank schatte in 2015 dat er voor €500 miljard aan directe subsidie wordt gegeven aan fossiele brandstoffen. Het Internationaal Monetair Fonds berekende hiernaast ook de externe kosten van het gebruik van fossiele brandstoffen, bijvoorbeeld de lokale gezondheidskosten, en de kosten die gemaakt moeten worden om aan te passen aan klimaatverandering. Het IMF kwam uit op een totaalbedrag van $5,3 biljoen wereldwijd, in 2015
en nagenoeg hetzelfde bedrag in 2017. Wat opviel aan de studie is dat de meeste kosten lokaal zijn, en dat overheden dus zelf profiteren van het reduceren van fossiel brandstofgebruik. Het niet doorrekenen van externe kosten door vervuiling wordt door sommigen als indirecte subsidie gezien.
Naar aanleiding van de One Planet Summit in Parijs, liet de Wereldbank eind 2017 weten vanaf 2019 geen investeringen meer in fossiele brandstoffen te zullen ondersteunen, tenzij voor de armste landen, maar ook dan binnen het Akkoord van Parijs.

## Verbruik van fossiele brandstoffen
Omdat het omvangrijke, wereldwijde gebruik van fossiele brandstoffen bijzonder schadelijk is voor het milieu, zou hun verbruik snel moeten dalen, door een omschakeling naar duurzame energie: de zogenaamde energietransitie. In werkelijkheid stijgt (in 2019) het gebruik van fossiele brandstoffen op mondiaal niveau nog steeds. De productie door alternatieve energiebronnen neemt weliswaar flink toe, maar deze vormen tot dusver slechts een toevoeging op het eveneens stijgende gebruik van fossiele brandstoffen, en zijn dus geen vervanging daarvan. Een van de oorzaken is een overheidsbeleid dat zich meer richt op het stimuleren van duurzame energie, dan op het terugdringen van fossiele brandstoffen.

## Fossiele zonne-energie
Fossiele brandstoffen zijn uiteindelijk een vorm van zonne-energie, die miljoenen jaren geleden via fotosynthese, als chemische energie werd opgeslagen in plantaardige en (via de voedselketen) dierlijke koolstofverbindingen. Deze geologische natuurlijke hulpbronnen worden nu veel sneller verbruikt, dan ze gedurende miljoenen jaren in de aardkorst zijn gevormd. Er is sprake van het opgebruiken van een eindige voorraad, wat dus niet duurzaam is.
De discussie over het gebruik van fossiele brandstoffen betreft daarnaast ook de schadelijke verbrandingsproducten, en de milieuproblemen die ontstaan bij de winning van de brandstoffen.